# Severokorejský cestovní pas

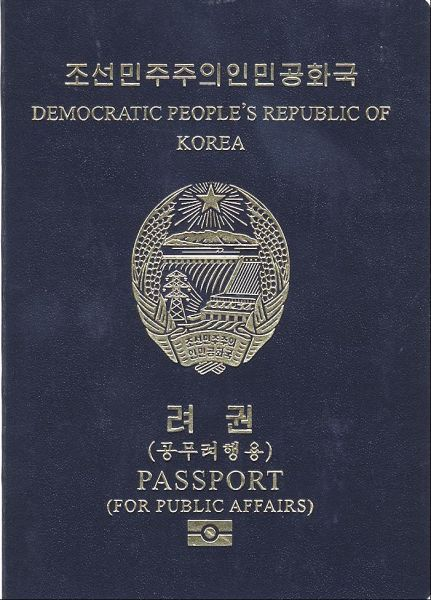
Severokorejský cestovní pas

Cestovní pas Korejské lidově demokratické republiky, běžně označovaný jako severokorejský cestovní pas, je pas, který může být vydán severokorejským občanům pro mezinárodní cestování. Většina Severokorejců nemá příležitost opustit zemi, pasy KLDR se vydávají jen zřídka.

## Dějiny
Nejstarší pasy Korejského poloostrova byly vydány v roce 1902 Korejským císařstvím, se dvěma typy, obchodním pasem a cestovním pasem. Pasy měly korejský text a také anglický a francouzský překlad.
Severokorejské pasy byly poprvé vydány v 50. letech 20. století s korejskými, ruskými a čínskými texty, zatímco současný pas má pouze korejštinu a angličtinu.
V roce 2016 začala Severní Korea vydávat biometrické pasy splňující normu ICAO 9303.

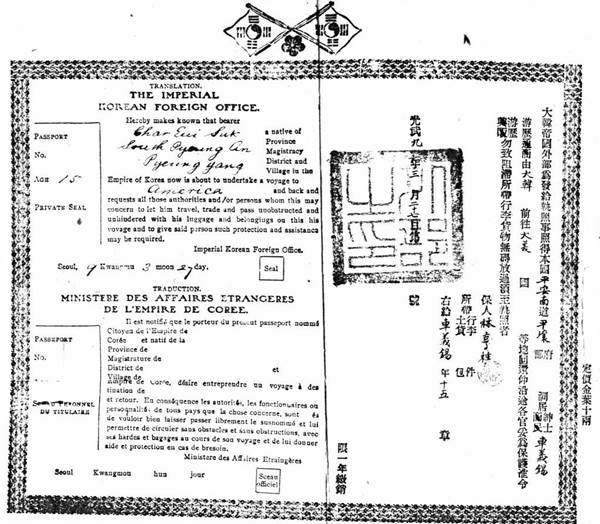
Cestovní pas Korejského císařství (1905)

## Vzhled
Obaly pasů KLDR jsou v tmavě modré barvě se státním znakem Korejské lidově demokratické republiky uprostřed. Nad znakem jsou napsána slova „조선민주주의인민공화국“ a „DEMOCRATIC PEOPLE'S REPUBLIC OF KOREA“ a níže „려권“ a „PASSPORT“.

## Typy pasů

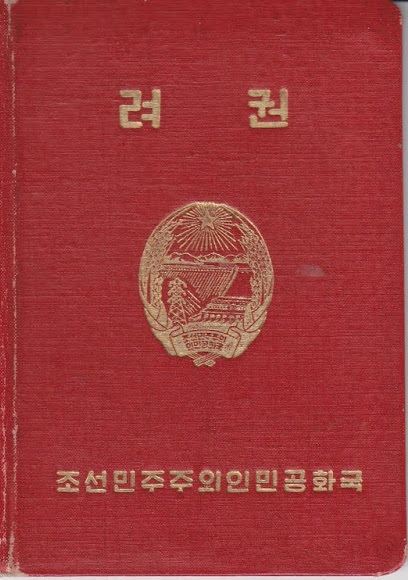
Obyčejný pas je jediný pas, který je po udělení zvláštního povolení vydáván Severokorejcům, kteří navštíví cizí země z oficiálních důvodů, tj. sportovní a akademické soutěže, služební cesty. Obyčejné pasy odebírá ministerstvo zahraničních věcí po návratu do Severní Koreje zpět. Obálka je tmavě modrá.
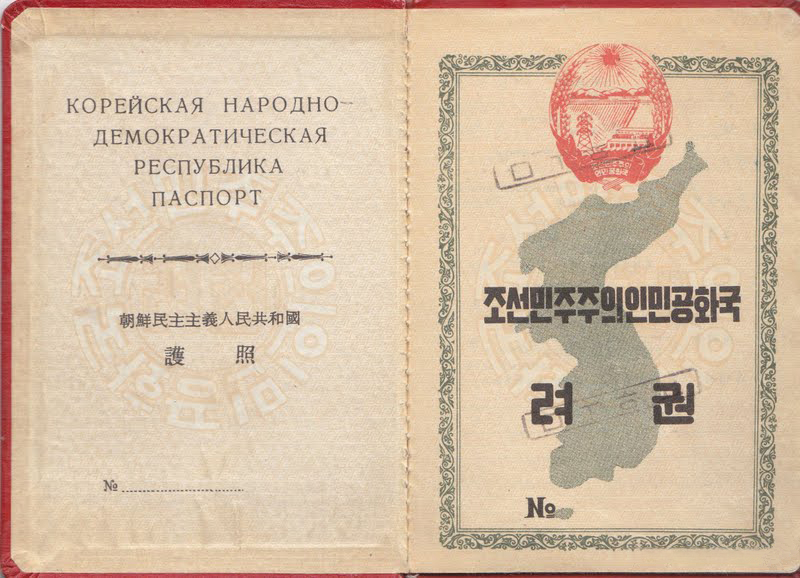
stránka pasu Severní Koreje (1950)
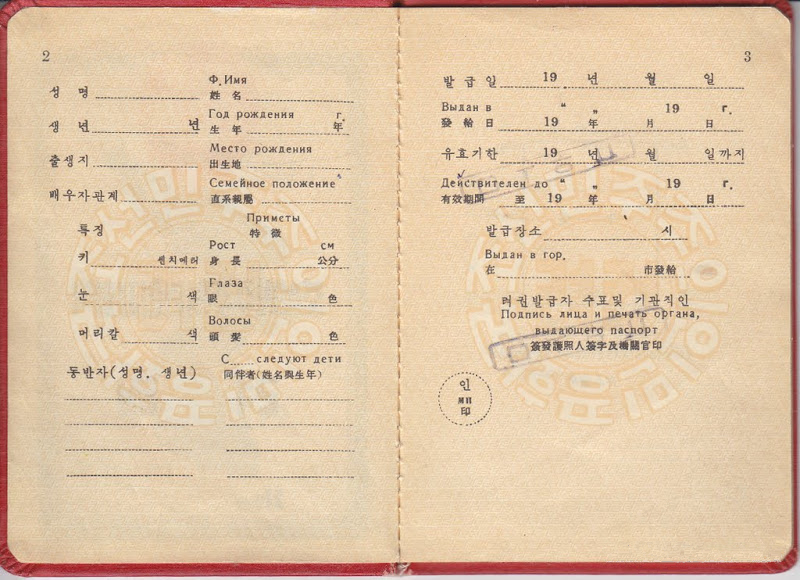
Informační stránka pasu Severní Koreje (1950)
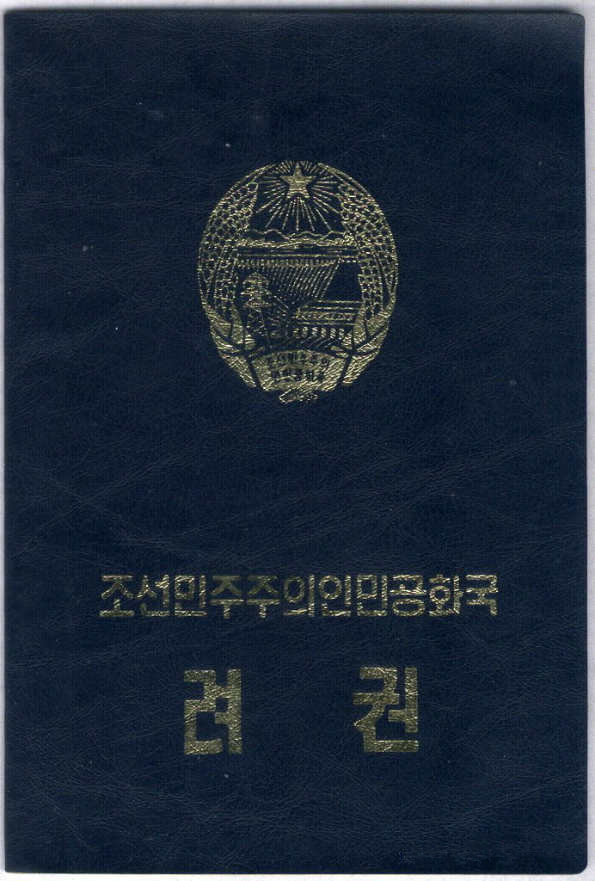
Cestovní pas Severní Koreje (1990)
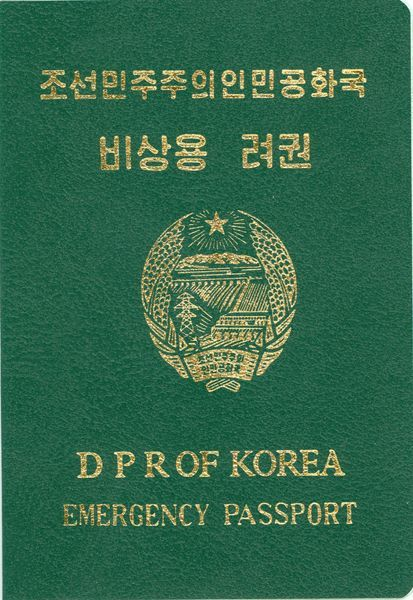
Cestovní pas Severní Koreje (2000)
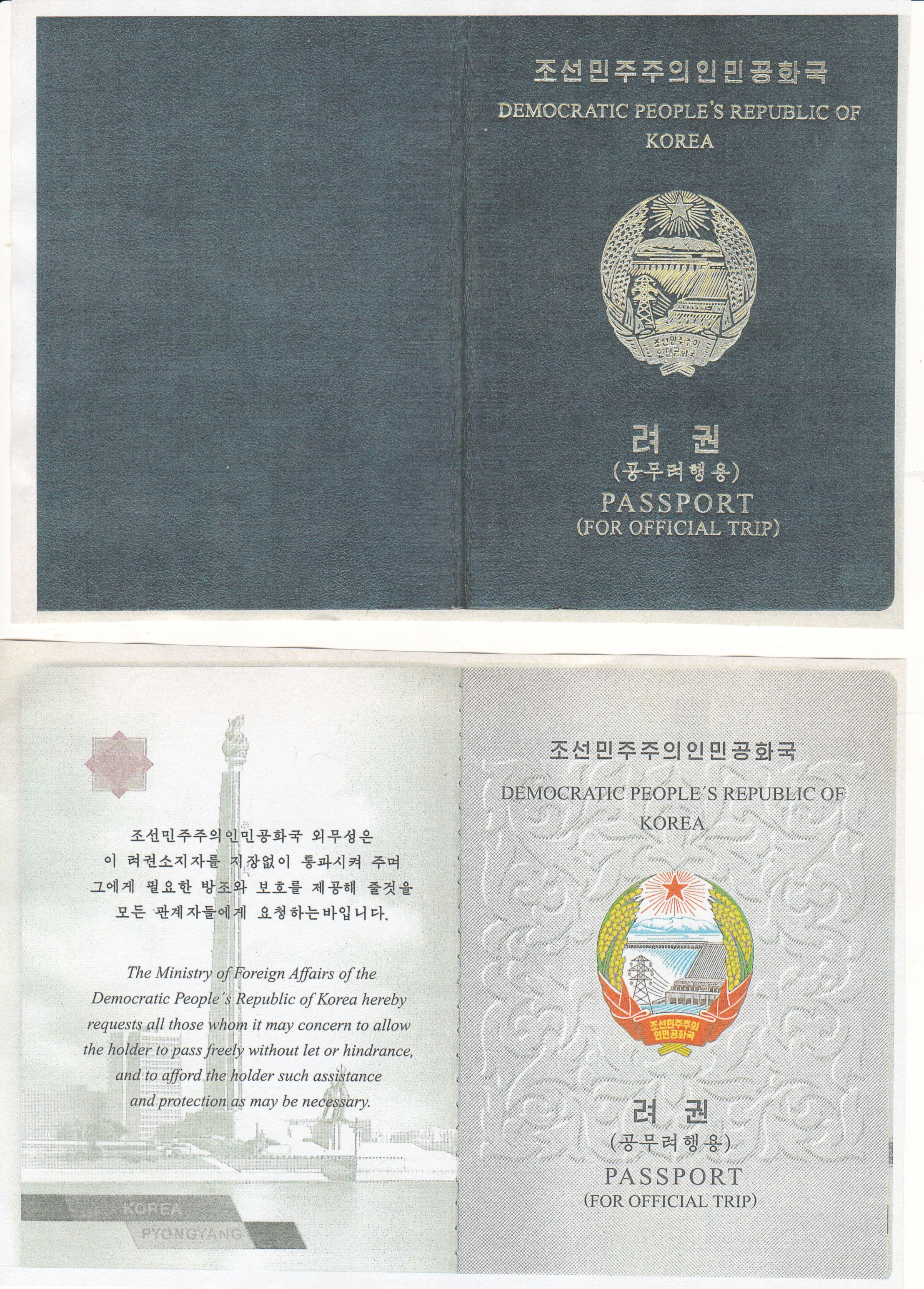
Cestovní pas Severní Koreje (2016)

- Obchodním a jiným ekonomickým byrokratům cestujícím do zahraničí se vydává úřední pas. Obálka je zelená.
- Diplomatický pas je vydáván vysokým úředníkům Ministerstva zahraničních věcí, Ústředního výboru Korejské dělnické strany a dalších podřízených úřadů Korejské dělnické strany. Pro ostatní byrokraty mohou diplomatický pas obdržet pouze náměstci ministra nebo vyšší. Obálka je červená.

Oficiální a diplomatické pasy musí být vráceny a uschovány v pasové kanceláři, odkud je lze získat pro případnou další zahraniční cestu. Běžné pasy se nikdy nevydávají bez zvláštního povolení a všichni držitelé musí požádat o výjezdní vízum, aby mohli legálně opustit zemi.

## Vízová povinnost

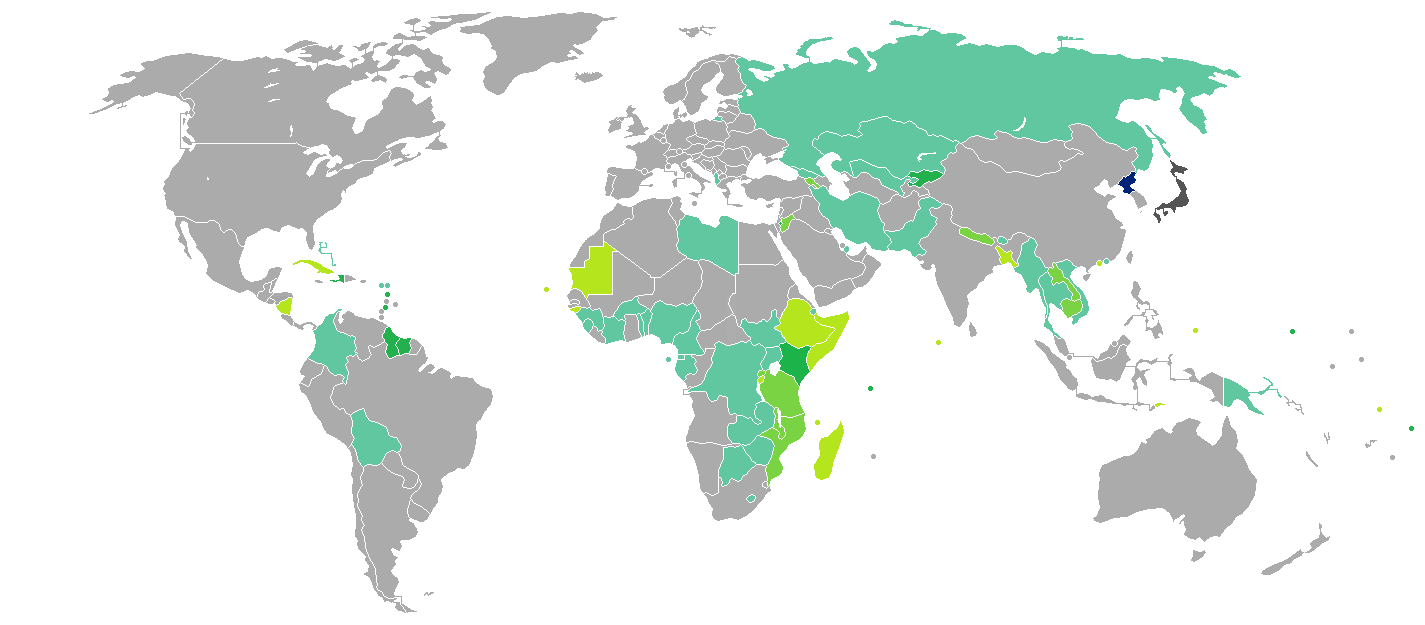
Vízová povinnost pro severokorejské občany
Severní Korea
Vízum není třeba
Vízum vydané po příjezdu
eVisa
Vízum dostupné jak při příjezdu, tak online
Vízum nutné před příjezdem
Vstup zakázán

## Informační karta
- 1. Číslo pasu
- 2. Jméno
- 3. Datum narození (YY-MM-DD)
- 4. Místo narození
- 5. Státní občanství ("KLDR")
- 6. Platnost pasu (5 let)
- 7. Platnost do (YY-MM-DD)
- 8. Datum vydání (YY-MM-DD)